# Emidio Cipollone
Emidio Cipollone (ur. 26 stycznia 1960 w Avezzano) – włoski duchowny katolicki, arcybiskup Lanciano-Ortona od 2010.

## Życiorys
Święcenia kapłańskie otrzymał 18 sierpnia 1984 i został inkardynowany do diecezji Avezzano. Przez kilkanaście lat pracował w różnych parafiach na terenie diecezji. W 2000 został ojcem duchownym seminarium w Chieti. Był także duchowym kierownikiem kilku ruchów diecezjalnych.
11 października 2010 papież Benedykt XVI mianował go ordynariuszem archidiecezji Lanciano-Ortona. Sakry biskupiej udzielił mu 18 grudnia 2010 abp Carlo Ghidelli.